# Museo diocesano (Lucera)
Il Museo diocesano di Lucera è ubicato all'interno del Palazzo Vescovile ed è curato dall'Ufficio per i Beni Culturali Ecclesiastici della Diocesi di Lucera-Troia, con l'ausilio dei volontari dell'Associazione Culturale Terzo Millennio, che assicurano l'apertura e la visita guidata della struttura.

## La struttura
Al Museo si accede dalla scalinata destra del cortile del settecentesco Palazzo Vescovile.
Il percorso museale è costituito da 8 stanze, 1 cappella e 2 loggioni. 
La struttura ospita anche la storica Pinacoteca vescovile, i cui primi ritratti si devono a mons. Alfonso Maria Freda (1798-1816).

## La collezione
La collezione museale è composta da cimeli di diverso tipo. 

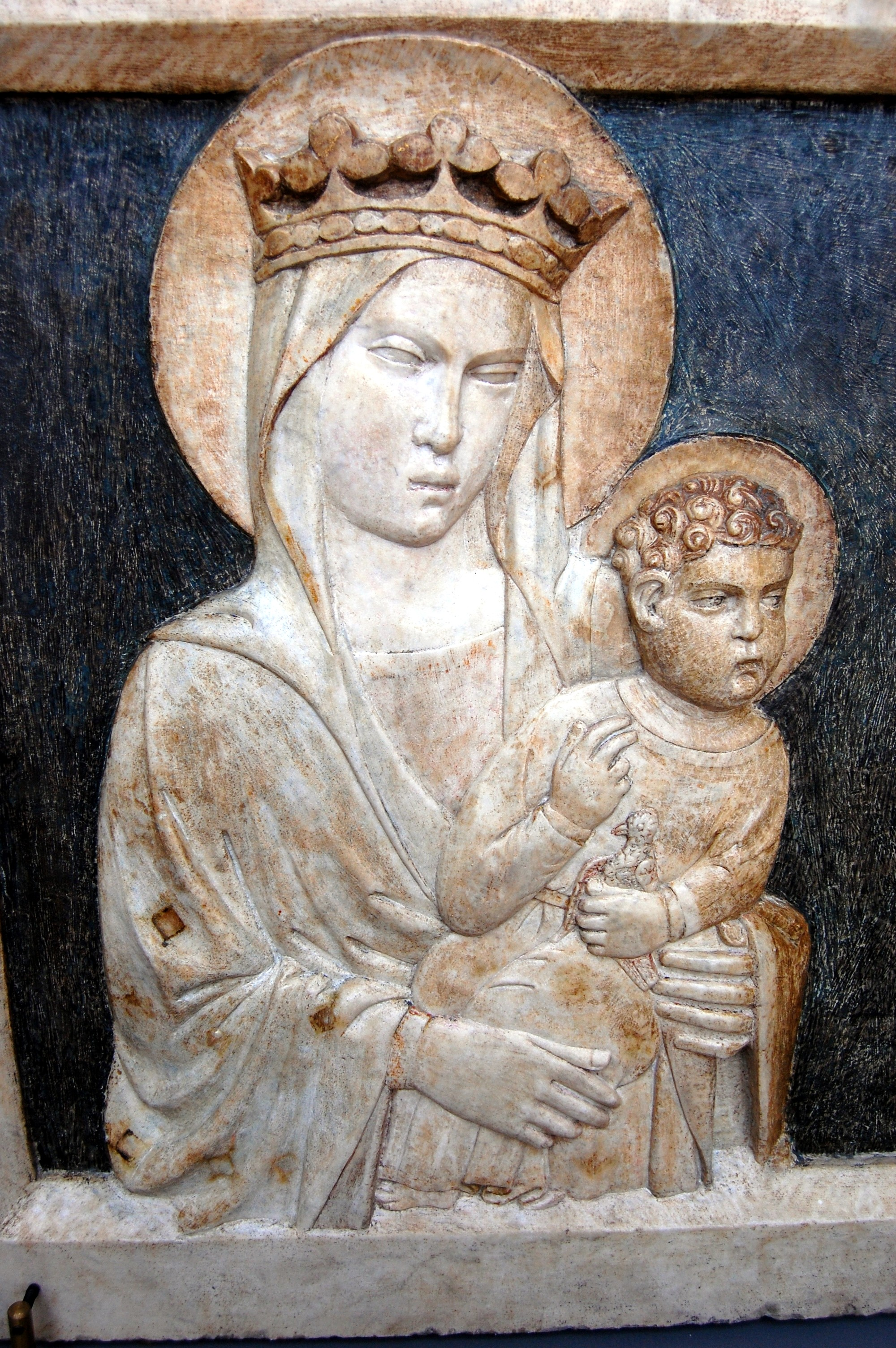
La Madonna della Stella

Fra le sculture, oltre a due statue settecentesche raffiguranti San Michele Arcangelo e l'Angelo Custode, di pregevole manifattura sono una statua in pietra policroma raffigurante la Madonna della Melagrana (secolo XIV), un trittico proveniente da un cenotafio smembrato, con al centro una lastra raffigurante la Madonna della Stella (secolo XIV), la statua del compatrono San Francesco Antonio Fasani e del suo Bambinello, opere attribuite all'artista Giacomo Colombo.
Tra i paramenti sacri si conservano il camice di lino con ricami, la stola e il cappello del Beato Agostino Kasotic (XIV secolo), il mantello di lana del francescano San Francesco Antonio Fasani (secolo XVII-XVIII) e ulteriori manufatti tessili dei secoli XVIII-XX.
Notevole è la raccolta di opere pittoriche, provenienti in gran parte da chiese e conventi soppressi di Lucera, tra cui spiccano due oli su tavola del XVI secolo: la Deposizione di Francesco da Torremaggiore del 1515 e la Madonna della Grazie di Carlo Tolentino (detto il Tartaglia) del 1565. Interessanti anche un San Martino che dona il mantello al povero, attribuito al pittore fiammingo Gaspar Hovic, e una Giuditta e Oloferne. In esposizione anche tre opere del pittore lucerino Giuseppe Ar.
Una parte della collezione è composta dal Tesoro del Capitolo Cattedrale che, fra vari pissidi e ostensori di varie epoche, conserva un reliquiario a forma di pisside in diaspro sanguigno rosso del XIII secolo, cimelio che si vuole appartenesse alla distrutta cattedrale di Fiorentino, un dittico (o coperta di evangelario) in lamine d'argento dorato del XIV secolo, annoverato tra le opere più rare dell'antica oreficeria della città di Sulmona, e le chiavi e le corone dell'icona di Santa Maria Patrona di Lucera.
È visibile anche la cappella del Palazzo dove è conservato un artistico armadio-cappella (fine XVIII secolo), contenente l'altare in legno dorato appartenuto alla famiglia di mons. Freda. 
Imponente è la collezione di Reliquiari, a cui vanno aggiunte le varie suppellettili sacre: crocifissi, candelabri, libri liturgici, seggi e sigilli episcopali.
Di pregio è anche l'arredamento dei saloni: tavoli e porte, poltrone, tendaggi, lampadari in legno, bronzo e ferro battuto, scrivanie, librerie, armadi e salotti (secoli XVIII-XX).

## Galleria d'immagini

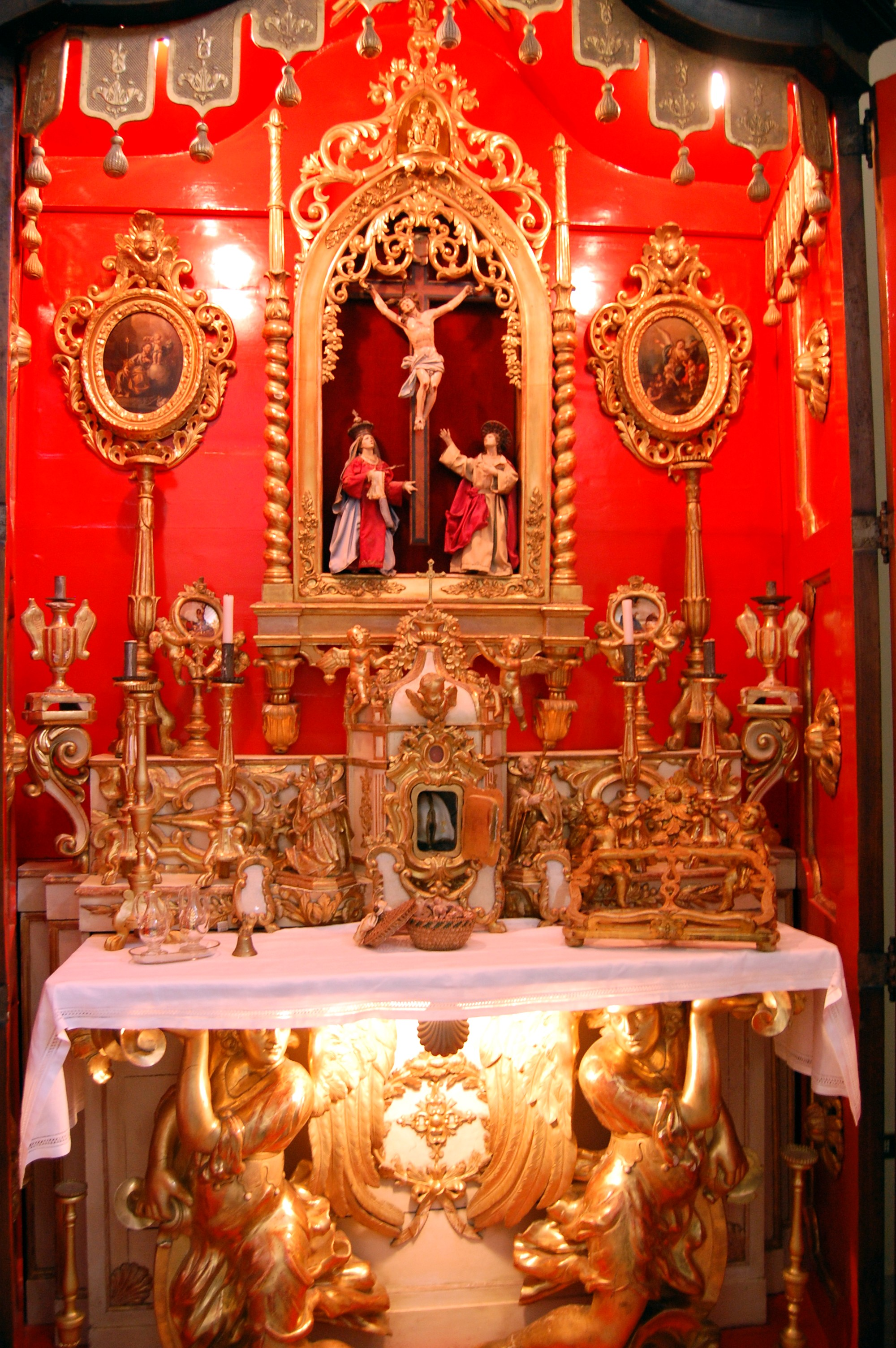
Armadio Cappella
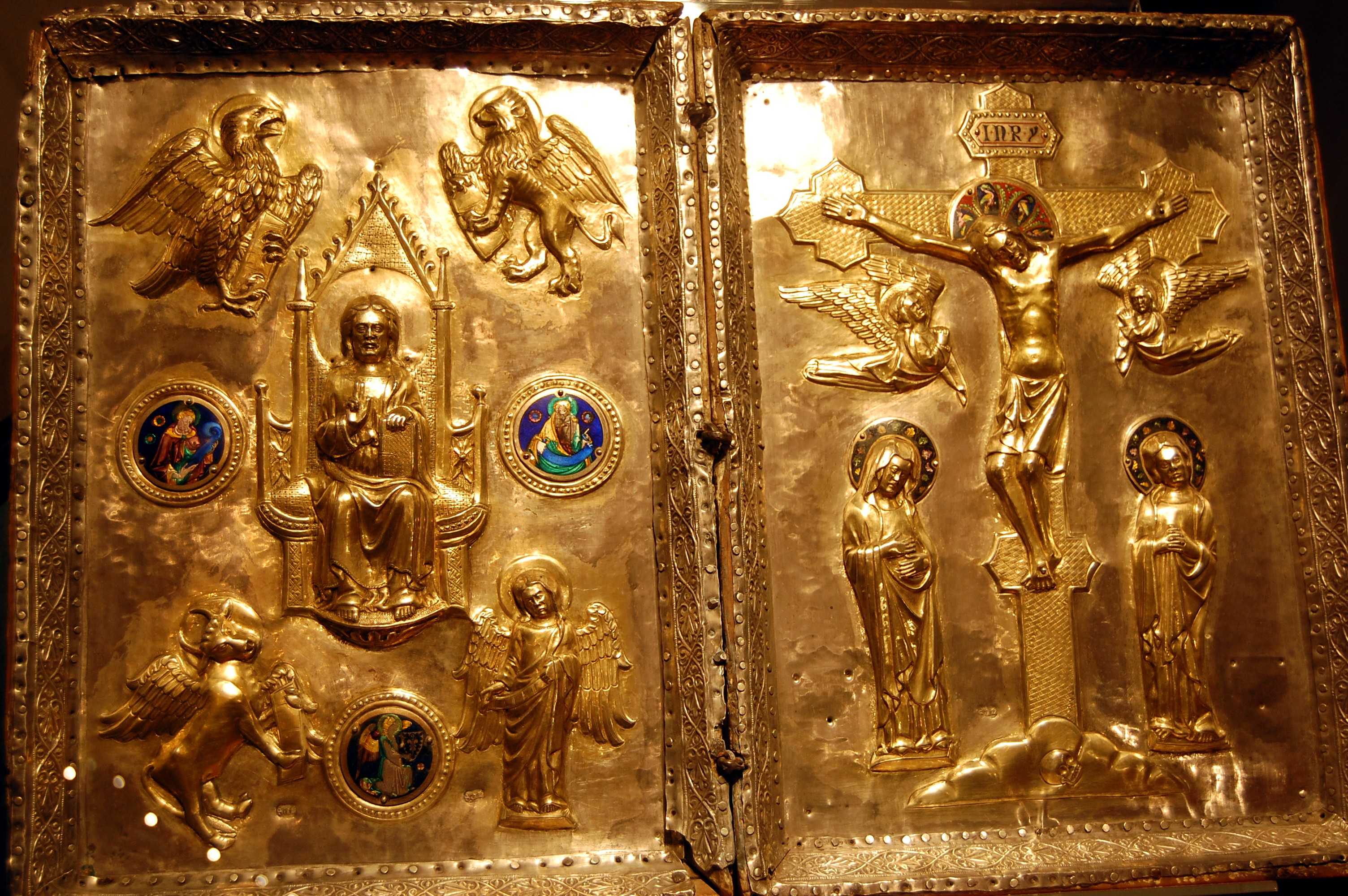
Dittico di scuola sulmonese (XIV secolo)
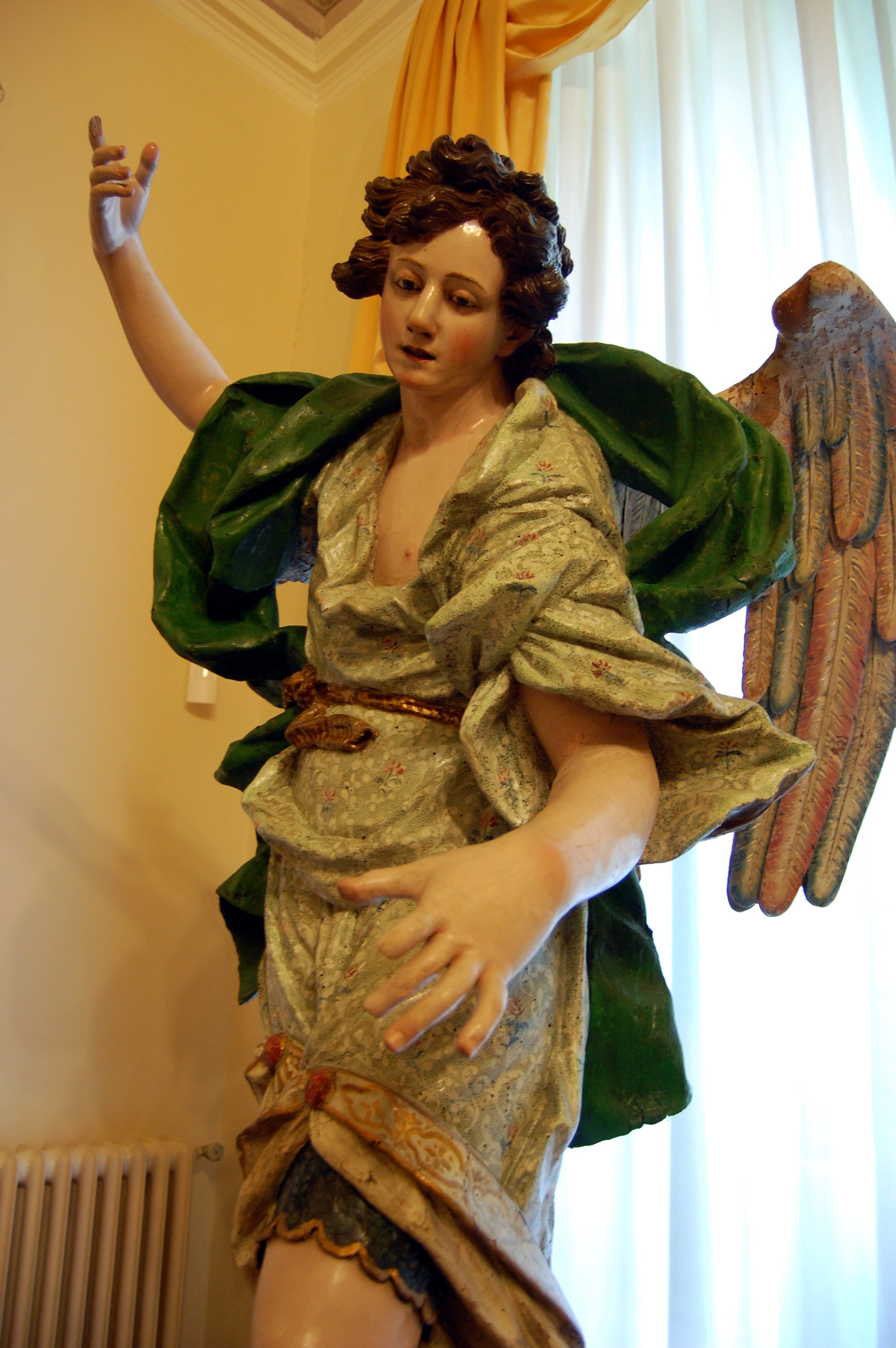
Statua dell'Angelo Custode
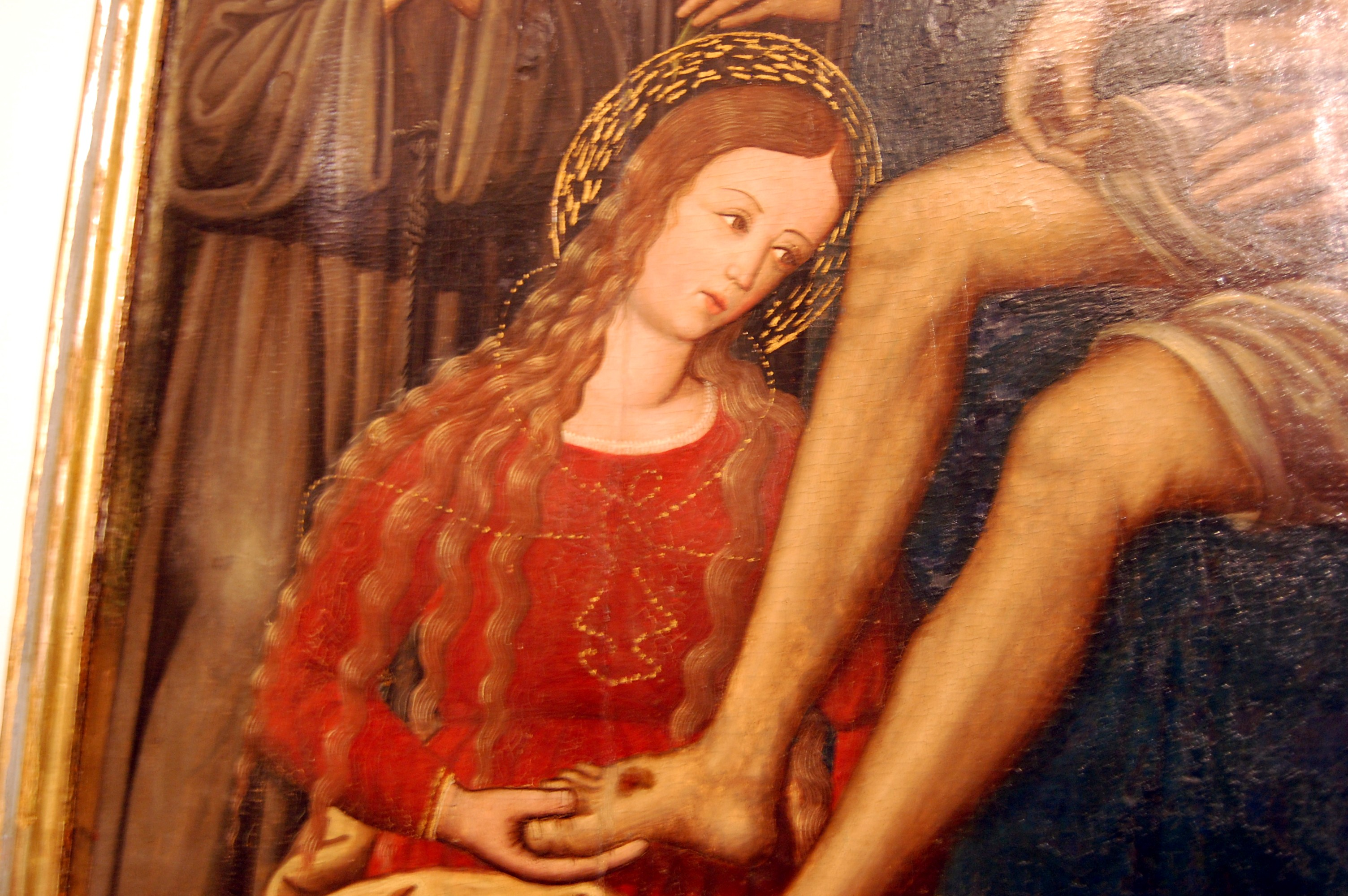
Particolare della Deposizione.
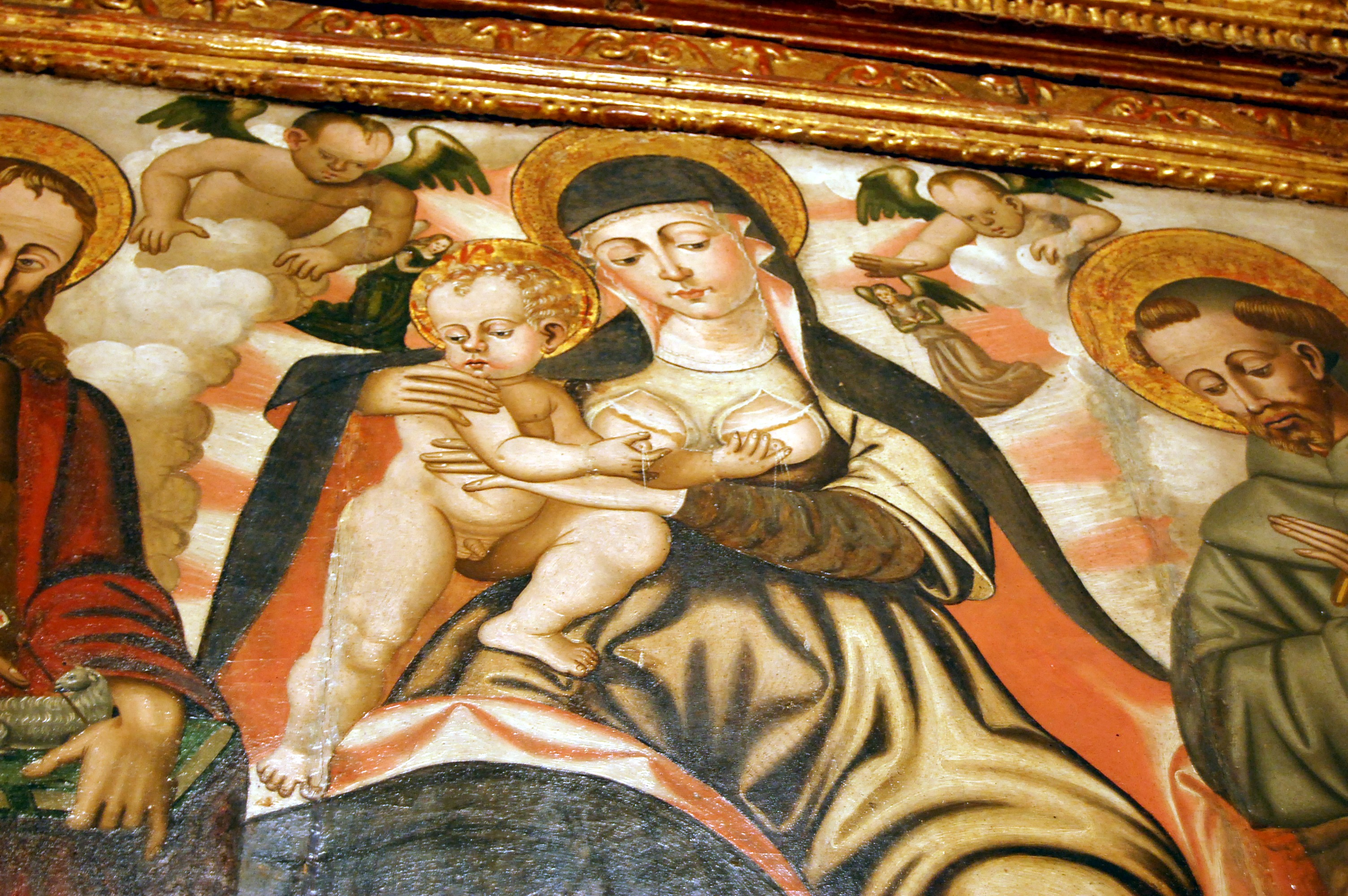
Particolare della Madonna delle Grazie
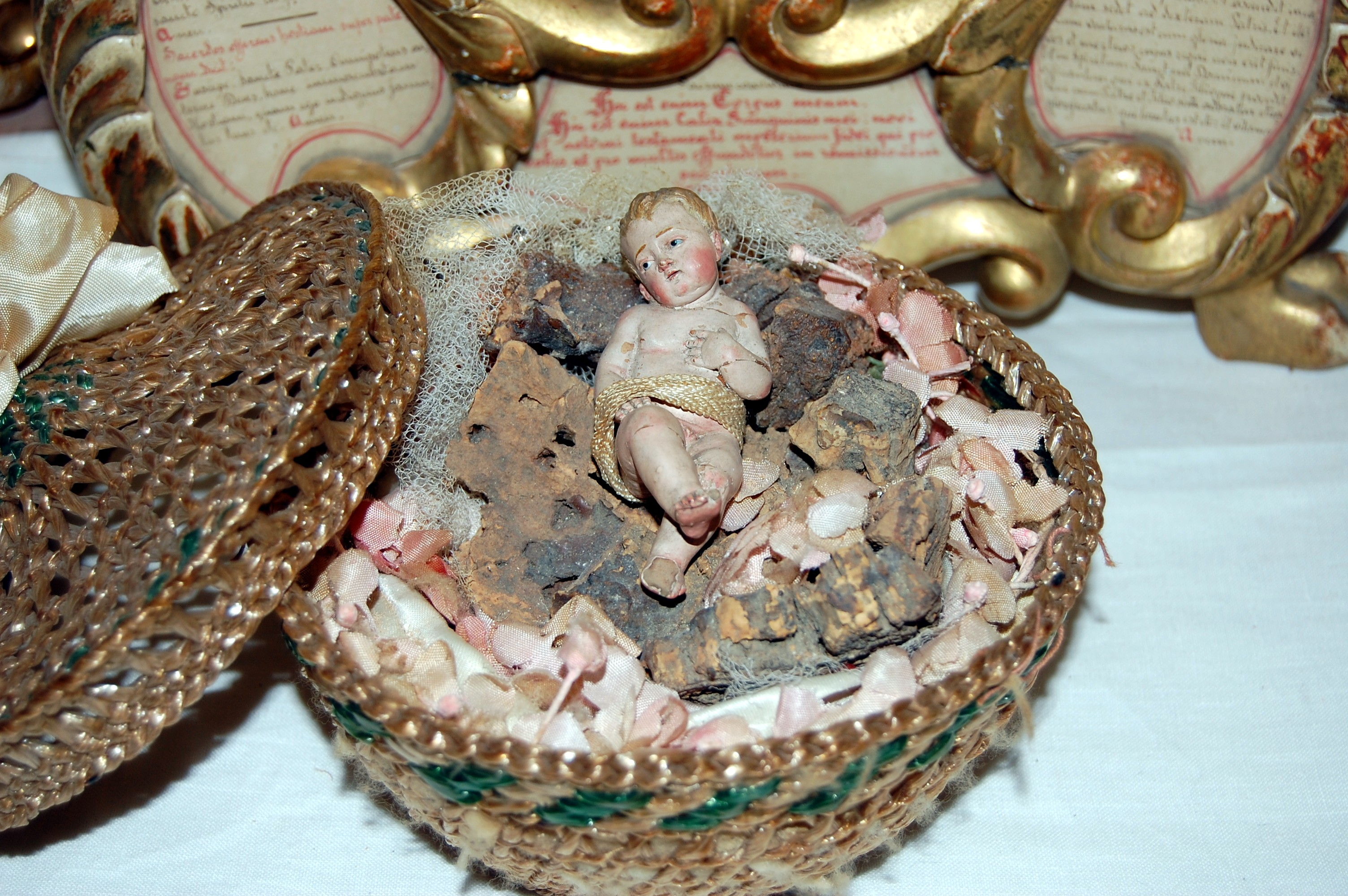
Bambinello